# Orden de Cluny

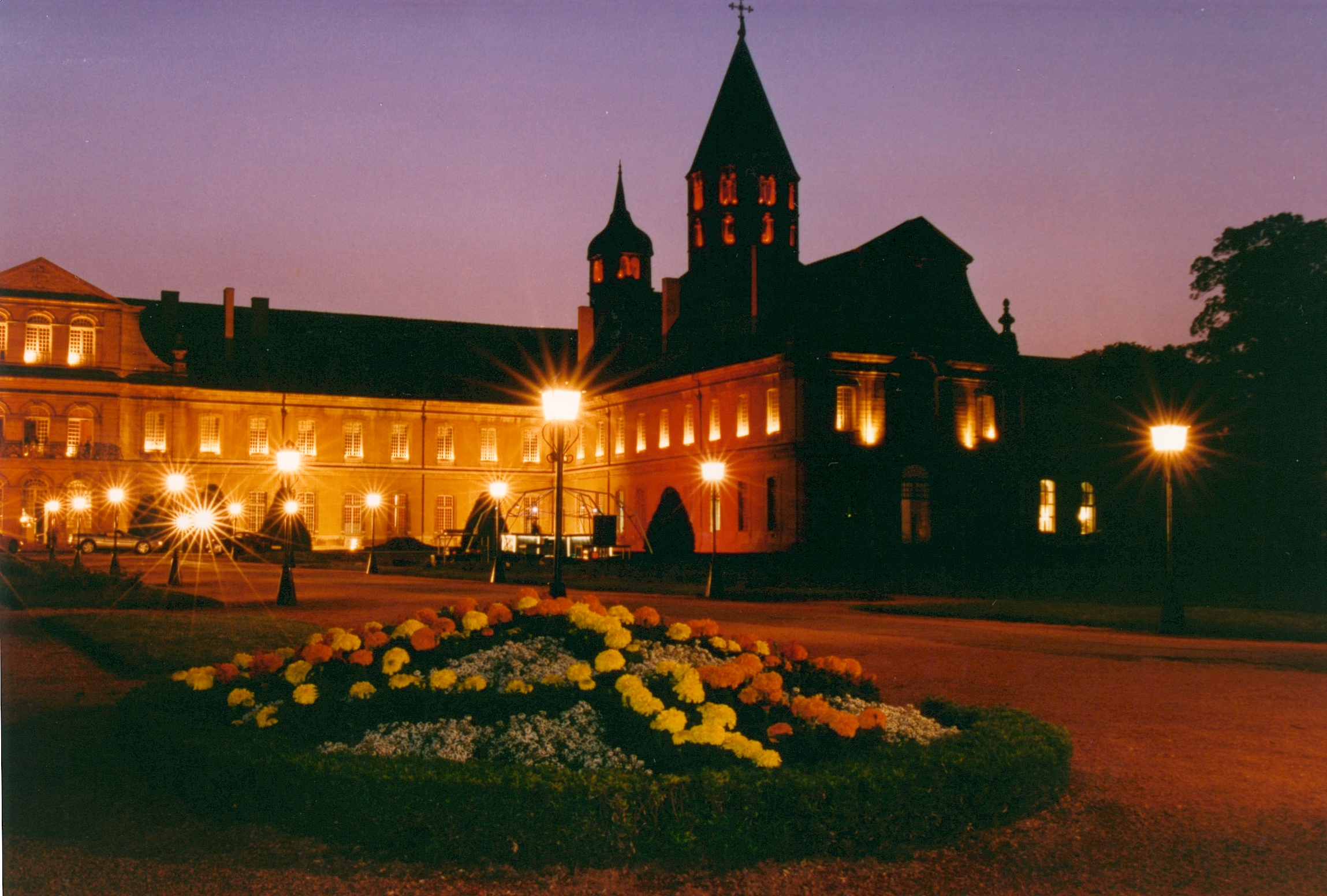
La abadía de Cluny.

La Orden de Cluny es una orden monástica católica reformada. Fue creada el 11 de septiembre de 910 queriendo volver a la forma de vida original de la Orden de San Benito (de 529). Su lugar de origen es la abadía de Cluny.

## Fundación
El monasterio de Cluny fue una importante comunidad monástica fundada en 910 en Cluny, Francia. Su principal objetivo era reformar la vida religiosa de la época, promoviendo la vida de la oración, el estudio y el trabajo. Los monjes de Cluny siguieron una regla rigurosa que enfatizaba la disciplina y la espiritualidad. A lo largo de los siglos, la orden se ha expandido rápidamente, estableciendo más de mil monasterios en toda Europa.
Una de las características más importantes de la Orden de Cluny fue su independencia del control secular, lo que les permitió centrarse en su misión espiritual. Además, alentaron la construcción de grandes iglesias y monasterios, que se han convertido en centros de cultura y aprendizaje. La influencia de Cluny fue tan significativa que contribuyó a revitalizar la vida cristiana en la Edad Media, dejando un legado permanente en la historia de la iglesia y la cultura europea. Su influencia se siente hoy.
En 909 d. C. surge, dentro de la Iglesia católica, la voluntad de reformar las órdenes monásticas. Esta restauración se produjo tomando como base la regla de Benito de Nursia, un reglamento que rige la vida de los monjes detallando cómo debe ser su vida. Esta regla alcanza un importante desarrollo gracias a la intervención de Benito de Aniane, pero está limitada por las tradiciones propias de las abadías, y por la rutina de su aplicación. En este proceso, la abadía de Cluny decide imponerse agrupando un gran número de conventos y convirtiéndose en la orden más importante de la Edad Media, con monasterios por toda Europa.
La orden de Cluny fue creada el 11 de septiembre de 910, cuando Guillermo I el Piadoso, duque de Aquitania, donó la villa de Cluny al papado para que fundara en ella un monasterio con doce monjes. El monasterio se situó en Mâcon, en Saona y Loira. La donación hecha por Guillermo I no es desinteresada. Pretende obtener la protección y la garantía de la Santa Sede dado que su poder era muy escaso. Guillermo el Piadoso intentó evitar su control por los laicos. En la carta de fundación de la abadía se establece la libre elección del abad por parte de los monjes, un punto de suma importancia en la orden benedictina. La carta condena gravemente a los que transgredieran este artículo. La donación de Cluny no es la única. En esta época, numerosos dominios son legados al papado, como Vézelay. El prestigio de los pontífices del siglo X es relevante. La reforma monástica es apoyada por el monasterio de San Martín d'Autun y el de Fleury-sur-Loire. En 914, se funda el monasterio de Brogne convirtiéndose en un centro de gran influencia junto con su fundador Gérard.
Guillermo el Piadoso nombró al abad Bernón, hombre importante de la reforma, como abad de Baume. Bernón estableció la observancia de la regla de Benito de Nursia, reformada por Benito de Aniane, respetando, no obstante, las directrices de los monasterios. Bernon murió en 926 tras una vida dedicada a la expansión de la regla por numerosos monasterios.

## Expansión
A Bernón le sucedió el abad Odón. Era compañero de viaje de Bernón, próximo a las concepciones de su predecesor. Odón viajó de convento en convento para enseñar la reforma. Algunos se negaron a admitirle como abad, adoptando al de Cluny. La influencia de Cluny va aumentando, pero carece de organización. El monasterio obtiene el derecho de acuñar moneda, se abren escuelas y una biblioteca. A la muerte de Odón, en 942, el prestigio de Cluny es ya muy importante. Le sucede Aimar, prosiguiendo su obra, pero en 948 queda ciego y nombra como coadjutor a Mayolo, que acaba dirigiendo Cluny desde 954 hasta 994. Proveniente de una rica e importante familia de señores de Válenosle, Mayolo utiliza toda la experiencia adquirida para gestionar y administrar la gran pujanza de Cluny.
La regla (llamada clunisienne o cluniacense) es adoptada por otros monasterios que forman, junto con Cluny, un verdadero imperio monástico de prioratos autónomos aunque sometidos al gobierno común del abad de Cluny. El debilitamiento de la reforma en Alemania y Lorena fortalecieron la situación de Cluny durante el monaquismo. La orden se apoyaba en la alta aristocracia, el emperador, el rey de Borgoña, los condes y los obispos. Se fundaron nuevos monasterios cluniacienses y se reconvirtieron otros al aceptar la disciplina cluniacense. La orden de Cluny estuvo presente en Jura, el Delfinado, la Provenza, el valle del Ródano, el sur de Borgoña y el Borbonesado. Aún mantiene una treintena de conventos muy dinámicos.
Mayolo fue apodado «árbitro de los reyes» por sus relaciones con la aristocracia. Su prestigio fue notable, y rehusó ejercer la función papal en 973. Sus funerales corrieron a cargo de Hugo Capeto y fue beatificado poco después de su muerte, convirtiéndose en un santo muy popular.
Tras la gran expansión realizada en el siglo X, la orden continuó desarrollándose durante el siglo XI y la primera mitad del siglo XII, ganando en organización al aplicar unos reglamentos muy precisos.
En 994, Odilón fue nombrado abad de Cluny y dirigió el monasterio durante 55 años. Hijo de los señores de Mercoeur, mantuvo relaciones con los personajes más ilustres de su tiempo y aprovechó las oportunidades que se le ofrecieron a la orden. Pero en una época marcada por el desmoronamiento de las estructuras carolingias y el desmantelamiento laico, no pudo contar con la protección de la alta aristocracia y se alió con los señores, la fuerza preponderante desde comienzos del año mil. Trató de apaciguar su violencia  apoyándose en la tregua de Dios. Ayudó a los caballeros y recurrió a los servicios espirituales de sus monjes para que favorecieran a sus familias. También se ocupó de afirmar la vocación, a veces forzada,  de los jóvenes hidalgos. La política de Cluny a favor de la asociación y la creación de grandes conventos fue disminuyendo, en tanto que los pequeños núcleos fueron creciendo. Sin embargo, todos siguieron controlados, bien por el propio Odilón, bien por la mediación de los grandes abades. Cuando murió Odilón, la orden contaba con 70 conventos y Cluny poseía pujantes abadías que, en ocasiones, mantuvieron su autonomía.
En 1049 san Hugo de Semur es nombrado abad. Siguiendo las directrices de Odilón, continúa ampliando el poder de Cluny. Es un borgoñón procedente de Semur-en-Brionnais. Posee una gran elocuencia y un gran sentido político. Concluye la integración con el Feudalismo que acaba de nacer. Pequeños conventos van creándose todavía. El principio hierático va flexibilizándose hacia 1075, cuando Cluny acepta en la orden abadías de otras órdenes, diferentes a la benedictina, como Vézelay, que se hallan dispuestas a ingresar en la Orden sin tener que renunciar a su rango para convertirse en prioratos. Durante su abadiato se incorporaron a Cluny grandes abadías, como las de Moissac (Sur-Oeste), Lézat (Ariège), Figeac (Quercy). La Orden se extendió por España, Italia e Inglaterra, contando con 10 000 monjes.
El abad San Hugo tuvo una importantísima intervención en la Querella de las Investiduras que enfrentó al papado con el emperador germánico.
En 1109, tras un mandato de pocas semanas, es nombrado nuevo abad Pons de Melgueil, un meridional hábil pero muy intransigente. Intervino activamente al final de la Querella de las Investiduras, y prosiguió con la idea de engrandecer la Orden. A tal fin, inicia la construcción de Cluny III, una abadía gigantesca que se acabaría con todas las donaciones y compromisos adquiridos provenientes del Reino de León y Castilla. Empiezan las primeras dificultades económicas de la Orden que generan una protesta contra el abad. Las críticas se hacen patentes mediante la inclinación hacia otra orden monástica llamada cisterciense, fundada en 1098. Pons solicita una entrevista con el Papa Calixto II, y presenta su dimisión a la salida de la misma sin que se conozcan las razones.
Pedro de Montboissier, más conocido como Pedro el Venerable, le sustituye en 1122. Es un hombre cultivado y muy hábil. Tendrá que enfrentarse a Pons en 1126, tras un peregrinaje a Tierra Santa. Pons retomará el poder de Cluny haciendo uso tanto de su influencia como de las armas. Finalmente, Pons será excomulgado y la Orden quedará en manos de Pedro el Venerable. Retorna la paz y se restaura la disciplina, pero las finanzas son catastróficas, sobre todo tras el episodio violento registrado a cargo de unos mercenarios que robaron todo el oro. Pedro intenta imponer una sana gestión de dominio público con la ayuda de Enrique de Blois, obispo de Winchester, que aporta, desde Inglaterra, tanto sus conocimientos como su riqueza. Se advierte una restauración de las tradiciones, pero la Orden de Cluny ha empezado un lento declive que irá acrecentándose tras la muerte de Pedro el Venerable en 1157.

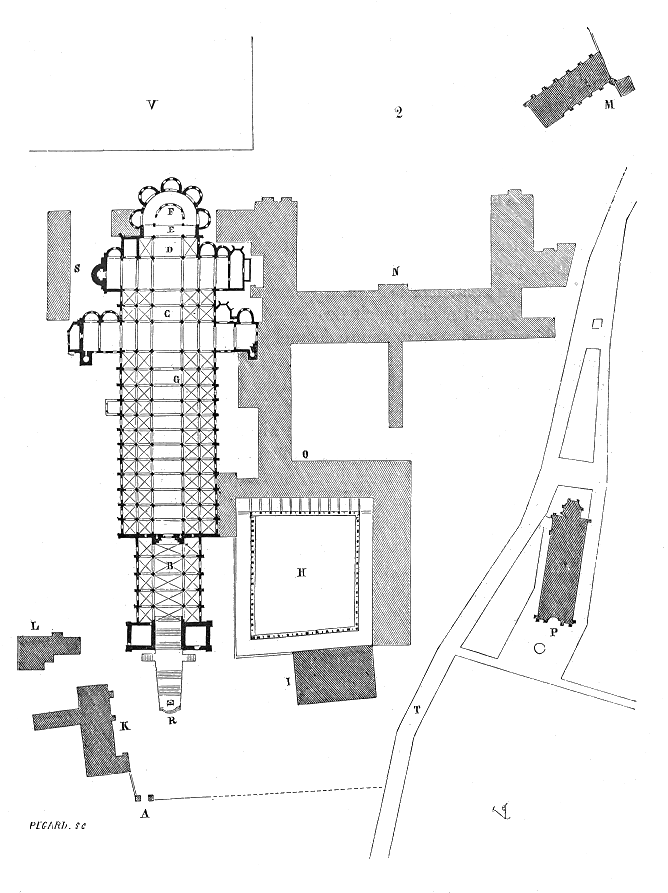
Planos de la abadía de Cluny

## Influencia
En el siglo XII, la llamada Orden de Cluny, cuenta con dos mil prioratos, algunos de ellos considerados como los más grandes monasterios de la época: La Charité-sur-Loire, Souviny, Saint-Martin-des-Champs, cercano a París. Si la mayoría de los monasterios pasan a ser simples prioratos, un reducido número de ellos, conserva, sin embargo, su rango de abadía, aceptando, no obstante, la disciplina común y la autoridad del abad de Cluny.
Directamente sometida a la Santa Sede, Cluny es, en el siglo XI, el instrumento más eficaz en la consecución de la paz y en la reforma gregoriana. Muchos Papas y legados pontificios procedían de Cluny. La red de Cluny difunde los principios de la reforma contra los vicios de la Iglesia ligada a los estados feudales del mundo laico: simonía, nicolaísmo. Acusada por su enriquecimiento y un poder temporal excesivo, la orden de Cluny pierde su influencia espiritual a finales del siglo XI y principios del siglo XII, cuando eclosionan nuevas órdenes inspiradas en un idealismo de pobreza y austeridad: Císter, Premostratense, Cartuja, Camáldula.
San Bernardo sostiene una áspera disputa con Pedro el Venerable defendiendo el ideal cisterciense frente a los ideales de Cluny, uno de los principales focos de la vida intelectual y artística de Occidente.
Odón escribe la Historia sagrada en verso y elabora una moral práctica. Los sermones de Odilón serán durante mucho tiempo modelos de una elocuencia elegante y concisa. Abbón de Fleury definió los equilibrios del poder político. Pedro el Venerable fue autor de una importante cantidad de correspondencia y de muchos escritos sobre cuestiones teológicas. Cluny fue el origen de muchos teólogos, moralistas, poetas e historiadores.
La arquitectura es otra muestra de la pujanza y el poder de Cluny. A una iglesia contemporánea de la fundación le sucede la abadía de San Bernón, después las de Aymard y Maïeul, llamado San Pedro el Viejo, cuyo plano característico, el coro y sus colaterales es, más o menos, reproducido en casi todas las iglesias monásticas. El mismo se encuentra en San Pedro el Viejo, en Borgoña, Alemania y Suiza.